# Stenasellus nuragicus
Stenasellus nuragicus är en kräftdjursart som beskrevs av Roberto Argano 1968. Stenasellus nuragicus ingår i släktet Stenasellus och familjen Stenasellidae. Inga underarter finns listade i Catalogue of Life.